# Lenguas popolocanas
Las lenguas popolocanas son una subfamilia de las lenguas otomangueanas del  sureste de México, habladas en los estados de Puebla y Oaxaca. Desde el punto de vista lingüístico este grupo incluye el popoloca, el ixcateco, el chocho y el mazateco.

## Descripción

### Fonología
El proto-popolocano fue reconstruido por Longacre, 

### Comparación léxica
Los numerales siguientes muestran la algunos cambios fonéticos entre las lenguas popolocanas y la divergencia entre las mismas:
| GLOSA    | Popoloca   | Popoloca | Ixcateco | Chocho  | Mazateco      | Mazateco    | PROTO- POPOLOCANO |
| GLOSA    | Tlacoyalco |          |          | Ocotlán | Chiquihuitlán | PROTO- MAZ. | PROTO- POPOLOCANO |
| -------- | ---------- | -------- | -------- | ------- | ------------- | ----------- | ----------------- |
| 'uno'    | naa²¹      | hnku³    | hngu²    | ngu²    | nku¹          | *hnku³¹     | *hnku             |
| 'dos'    | yoo¹²      | yu³¹     | yu¹hu²   | ʒu¹³    | ho¹           | *hau²       | *hyu              |
| 'tres'   | nii¹²      | ni¹³     | nĩ¹hẽ²   | nie¹³   | hyã¹          | *ʃhã¹       | *(ʔ)ni            |
| 'cuatro' | noo²¹      | nũ³¹     | ñũ¹hũ¹   | niu²³   | ñũh³¹         | *ñũ³hu²     | *niũhũ            |
| 'cinco'  | na²ʔo³     | no³ʔõ¹   | ʃʔõ¹     | ʒũ²ũ¹   | ʔñũ¹          | *ʔñãũ²      | *ʔũ (?)           |
| 'seis'   | in¹khˑaon² | hõ³      | ʃhõ³     | ʃũ²     | hyũ²          | *ʃhãũ⁴³     | *ʃhãu (?)         |
| 'siete'  | yaa³to³    | ya⁴tu⁴   | ya²tu²   | ʒa³tu³  | ya³tu²        | *ñã³tu⁴³    | *yãtu             |
| 'ocho'   | hˑni¹      | hni¹     | hni¹     | ʃĩ¹     | hyĩ³          | *ʃhĩ²¹      | *ʃnĩ              |
| 'nueve'  | naa³       | na⁴      | nĩ²hẽ²   | na³     | ñãh³          | *ñã³hã⁴³    | *ña(hã)           |
| 'diez'   | thˑe³      | te⁴      | u²te³    | te³     | tæ³           | *te³        | *te               |

En la tabla anterior los números denotan tonos, un número solo es un tono de nivel y dos números juntos un tono de contorno (los niveles van del más alto "1" al más bajo "3" ó "4"). Para las lenguas popolocanas también se han empleado diacríticos sobre las vocales para marcar los tonos. En general la tabla usa el AFI como transcripción con dos excepciones: /y/ = AFI //j/ y  /ñ/ = AFI //ɲ/.